# ساتللو
ساتللو هي قرية في مقاطعة تبريز، إيران. عدد سكان هذه القرية هو 1,365 في سنة 2006.